# Daubariškis
Daubariškis (hist. pl. Dowboryszki lub Dałbaryszki) – wieś na Litwie, w okręgu wileńskim, w rejonie szyrwinckim.
Według danych ze spisu powszechnego w 2011 roku we wsi mieszkało 14 osób.
W XIX wieku wieś i folwark liczące 7 domostw i 93 mieszkańców, katolików.